# مگس‌گیر آبی تیکل
مگس‌گیر آبی تیکل پرنده گنجشک سان از خانواده مگس گیران می‌باشد. این پرنده که از گونه‌های حشره خوار است در نواحی گرمسیری که شامل شبه قاره هند و به سمت شرق تا آسیای جنوب شرقی است، زندگی می‌کند و تمام کشورهایی را که در امتداد هند تا اندونزی هستند را شامل می‌شود. قسمت‌های بالای آنها آبی رنگ و قسمت‌های گلو و سینه آنها بور می‌باشد. آنها در بوته‌زارهای متراکم منتهی به زیستگاه‌های جنگلی یافت می‌شوند.